# Mataparent clapat
El mataparent clapat, també anomenat mataparent pigat i moixí clapat (Suillus variegatus) és un mataparent del grup dels mataparents butiroides. Es reconeix per la superfície del barret pigada per petites esquames, el color bru groguenc, els porus gairebé rodons, de color verd olivaci a verd brunenc, la carn que sovint blaveja al tall i d’olor lleugerament desagradable.

## Descripció

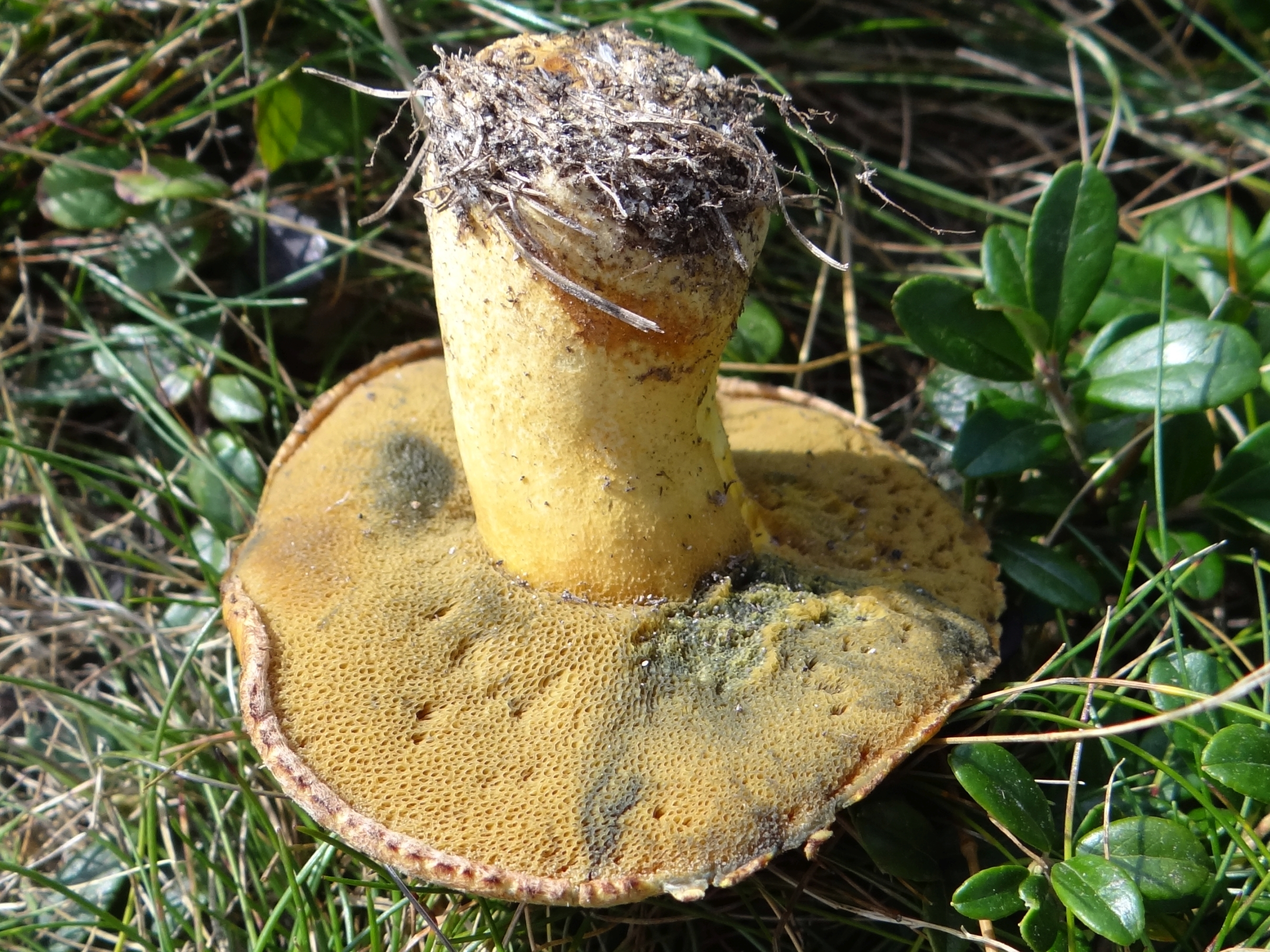
Revers del mataparent clapat (Suillus variegatus) mostrant l'esponja que blaveja a la pressió

Bolet de solitari a gregari; barret d’hemisfèric de jove a pla convex; de fins a 15 cm de diàmetre; de sec a greixós; de finament esquamós a granulós; de groc olivaci a groc ataronjat.
Tubs curts; de groguencs a olivacis; blavegen al frec; porus arrodonits, gens angulosos; fins; groguencs de joves, d’olivacis a brunencs amb l’edat; en els adults, recorden el color de la mostassa.
Cama de llisa a finament piquetejada; de longitud similar al diàmetre del barret; de groc olivaci a brunenca; miceli bru rosaci al peu.
Carn de blanquinosa a groguenca, de bru vermellosa a groc brunenca al peu; al tall i al frec, blaveja sobre els tubs; olor àcida, desagradable; al tast, dolça

## Distribució i hàbitat
Molt comú. Des de principis d’estiu a finals de tardor; prefereix sòls silícics; des de l’estatge subalpí a la muntanya mitjana; en boscos humits; gairebé sempre vora coníferes (pi roig, pi negre, avet), algun cop vora roures

## Comentaris
NH₃ + carn: Gris blavosa en contacte amb els vapors d’amoníac, de gris a bruna amb amoníac en dilució.

## Comestibilitat
Comestible; sovint desacreditat pel blavejat de la carn i certa amargor de la carn; la qualitat gastronòmica millora notablement si es descarta la cama, es talla a llesques el barret i es deshidrata